# Léon Audé
Pour les articles homonymes, voir Audé.
Léon Audé, né à Réaumur le 23 septembre 1815, mort le 26 octobre 1870 au château des Granges Cathus à Talmont-Saint-Hilaire, est un homme politique français, homme de lettres et historien local vendéen.

## Biographie
Fils de Pierre-Joseph Audé (1780-1855) et de Marie-Jeanne-Émilie Landais (1787-1854),.
Il est maire de la ville de Napoléon-Vendée (La Roche-sur-Yon sous le Second Empire) du 11 août 1848 au 24 janvier 1852 et secrétaire général de la préfecture de la Vendée.
Il fut correspondant du ministère de l'instruction publique pour les travaux historiques et archéologiques, et membre de la société historique et scientifique des Deux-Sèvres. De 1855 à 1861 il rédige dans  les annuaire de la Société d'émulation de la Vendée, une série d'études historiques et administratives sur le département.
Il épouse à La Roche-sur-Yon le 16 septembre 1845, Astélie Félicienne Paulet Bonnard.

## Pour approfondir

## Sources
- Bibliothèque nationale de France, Léon Audé  (1815-1870)[8].
- Archives départementales de la Vendée, état civil de Réaumur, Léon-Firmin-Joseph Audé[9].